# Carlos Avendaño Calvo
Carlos Luis Avendaño Calvo (San José, 23 de noviembre de 1955) es un pastor evangélico y político costarricense. Ha sido diputado de la Asamblea Legislativa de Costa Rica en tres ocasiones.
Avendaño fue diputado por primera vez en el período 2002-2006 por medio del partido cristiano Renovación Costarricense, al que renunció a medio período. Fundó un nuevo partido también de ideología religiosa cristiana a escala provincial de San José; Restauración Nacional el cual logró un asiento en el Parlamento para el pastor Guyón Massey Mora en el período 2006-2010, período durante el cual Renovación no obtuvo representación parlamentaria. Avendaño fue candidato a la reelección como diputado en las elecciones de 2010 obteniendo un asiento, esta vez al lado de su antiguo compañero de partido Justo Orozco, de Renovación Costarricense. En ambos períodos Avendaño ha obtenido el cargo de subsecretario en el directorio legislativo y ha sido uno de los principales aliados del oficialista Partido Liberación Nacional en su segunda gestión como diputado, habiendo apoyado a este partido en sus papeletas para directorio y en otras labores como su apoyo en la comisión de control de gasto público cuyo voto junto a de los legisladores liberacionistas evitó la investigación al vicepresidente Luis Liberman.
Avendaño es conocido por sus posturas conservadoras en temas sociales y morales como su oposición a las sociedades de convivencia y el matrimonio igualitario de parejas del mismo sexo, fertilización in vitro y aborto.
El partido de Avendaño logró inscribirse a escala nacional para las elecciones de 2014 postulándolo como candidato presidencial.
En las elecciones del 2018, logra convertirse por tercera vez, Diputado de la República para el periodo constitucional 2018-2022, siendo Jefe de la Fracción del partido Restauración Nacional entre el 2018 y el 2019.